# Carlo Allioni

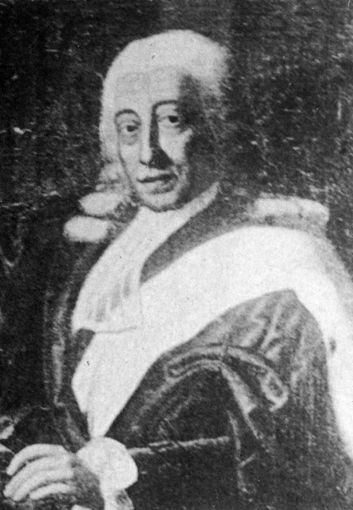
Carlo Allioni

Carlo Allioni (Turijn, 23 september 1728 – aldaar, 30 juli 1804) was een Italiaans fysicus en hoogleraar in de plantkunde aan de universiteit van Turijn. Zijn belangrijkste werk was Flora Pedemontana, sive enumeratio methodica stirpium indigenarum Pedemontii. Hierin beschreef hij 2813 plantensoorten waarvan 237 nooit eerder werden beschreven.
Carl Linnaeus vernoemde het kruidengeslacht Allionia naar hem en Per Axel Rydberg vernoemde het geslacht Allioniella (nu: Mirabilis) naar hem. Ook zijn volgende soorten naar hem vernoemd:
- Arabis allionii
- Jovibarba allioni
- Primula allioni
- Veronica allionii